# كلايف بور
كلايف بور (بالإنجليزية: Clive Burr)‏ هو طبال بريطاني، ولد في 8 مارس 1957 في نيوهام في المملكة المتحدة، وتوفي في 12 مارس 2013 في لندن في المملكة المتحدة بسبب تصلب متعدد.

## وصلات خارجية
- كلايف بور على موقع IMDb (الإنجليزية)
- كلايف بور على موقع ميوزك برينز (الإنجليزية)
- كلايف بور على موقع أول ميوزيك (الإنجليزية)
- كلايف بور على موقع ديسكوغز (الإنجليزية)
- كلايف بور على موقع قاعدة بيانات الفيلم (الإنجليزية)